# La Bouilladisse
La Bouilladisse är en kommun i departementet Bouches-du-Rhône i regionen Provence-Alpes-Côte d'Azur i sydöstra Frankrike. Kommunen ligger  i kantonen Roquevaire som ligger i arrondissementet Istres. År 2022 hade La Bouilladisse 6 447 invånare.

## Befolkningsutveckling
Antalet invånare i kommunen La Bouilladisse
Referens:INSEE